# Makot
Makot (en hebreu: מכות) és un tractat de la Mixnà i del Talmud babilònic. És el cinquè volum de l'ordre de Nezikín. El tractat de Makot s'ocupa principalment de les lleis dels tribunals jueus i dels càstigs que aquests poden administrar, i pot considerar-se com una continuació del tractat Sanedrí, del que originalment formava part. En el seu àmbit d'aplicació s'inclouen els temes de:
- Els falsos testimonis (edim zomemim).
- L'exili a una ciutat de refugi.
- Les fuetades administrades pel tribunal.
- La definició del que és un tatuatge.

## Contingut del tractat
Va haver-hi una disputa registrada entre el rabí Judà i els altres savis pel que fa al nombre màxim de fuetades que una persona podia rebre. El rabí Judà sostenia que el nombre màxim de fuetades era 40, mentre que els savis deien que el nombre màxim era 39 fuetades. El Talmud governa d'acord amb els savis. Les fuetades s'administraven en grups de tres, un en el pit i un altre en la part posterior de cada espatlla. El rabí Judà sostenia que s'havien d'administrar 40 fuetades, va col·locar el cop final entre els omoplats. Ja que no s'havia de matar a la persona que estava sent assotada, un metge avaluava quants fuetades podia suportar el condemnat.